# Scutiger adungensis
Espèce
Statut de conservation UICN

 DD  : Données insuffisantes
Scutiger adungensis est une espèce d'amphibiens de la famille des Megophryidae.

## Répartition
Cette espèce est endémique de l'extrême Nord de la Birmanie. Elle se rencontre dans la vallée de l'Adung, à environ 3 650 m d'altitude. Sa présence est incertaine en République populaire de Chine,.

## Étymologie
Son nom d'espèce, composé de adung et du suffixe latin -ensis, « qui vit dans, qui habite », lui a été donné en référence au lieu de sa découverte, la vallée de l'Adung.

## Publication originale
- Dubois, 1979 : Une espèce nouvelle de Scutiger (Amphibiens, Anoures) du nord de la Birmanie. Revue Suisse de Zoologie, vol. 86, p. 631-640 (texte intégral).